# Litosphingia
Litosphingia is een geslacht van vlinders uit de familie pijlstaarten (Sphingidae).

## Soorten
- Litosphingia corticea Jordan, 1920